# Michaił Dołgi
Michaił Dołgi (ros. Михаил Долгий, ur. 21 lutego 1947) – radziecki lekkoatleta specjalizujący się w biegach płotkarskich i sprinterskich.
Największy sukces w karierze odniósł w 1966 r. w Odessie, zdobywając na europejskich igrzyskach juniorów złoty medal w biegu na 400 metrów przez płotki (uzyskany czas: 53,3). Wystąpił również w biegu sztafetowym 4 × 400 metrów, w którym reprezentanci Związku Radzieckiego zdobyli złoty medal (uzyskany czas: 3:14,3).